# Менетій
Мене́тій, Мено́йтій (грец. Μενοίτιος) — у давньогрецькі міфології:
1. син Егіни, батько Патрокла, один з аргонавтів
2. син титана Япета й Клімени (варіант: Асії), якого за жорстокість Зевс скинув у Тартар.